# Sanoussy Ba
Sanoussy Ba (* 5. Januar 2004 in Hof (Saale)) ist ein deutsch-senegalesischer Fußballspieler. Der Abwehrspieler steht bei Eintracht Braunschweig unter Vertrag.

## Karriere

### Verein
Ba spielte zunächst in der Jugend des VfB Moschendorf 1920 und der SpVgg Bayern Hof. Im Alter von 12 Jahren erfolgte der Wechsel in die Jugendabteilung des Bundesligisten RB Leipzig. Er durchlief von da an alle Jugend- und Juniorenmannschaften des Vereins. Im Juli 2022 hat ihn RB Leipzig mit einem Profivertrag ausgestattet.
Sein Profidebüt gab Sanoussy Ba in der Saisonvorbereitung im Freundschaftsspiel gegen den FC Liverpool. In den beiden Pokalspielen gegen FC Teutonia 05 Ottensen und Hamburger SV wurde er jeweils eingewechselt. Seinen ersten Bundesligakurzeinsatz hatte Ba am 13. Spieltag gegen die TSG Hoffenheim. Dies sollte aber in der Saison 2022/23 sein einziger Bundesligaeinsatz bleiben.
Zur Saison 2023/24 wurde er an den österreichischen Bundesligisten LASK verliehen. Während der Leihe absolvierte er elf Partien für die Linzer in der Bundesliga.
Zur Saison 2024/25 wechselte er dann innerhalb Deutschlands zum Zweitligisten Eintracht Braunschweig, bei dem er einen bis 2027 laufenden Vertrag erhielt.

### Nationalmannschaft
Seit 2021 bestritt Ba je drei Spiele für die deutsche U18- und U19-Nationalmannschaft.